# Stratumsedijk
De Stratumsedijk is een straat in het centrum van de Nederlandse stad Eindhoven. De straat ligt in het verlengde van het Stratumseind. Zijstraten van de Stratumsedijk zijn de Bilderdijklaan (deze kruist de Stratumsedijk), Jan Smitzlaan, P. czn. Hooftlaan, Hertogstraat, Bomanshof, Sint Rochusstraat, Elzentlaan (deze kruist de Stratumsedijk), Doctor Schaepmanlaan, Sint Jorislaan en de Le Sage ten Broeklaan. De straat is ongeveer 710 meter lang.
De Stratumsedijk staat vooral bekend om de homohoreca. Onder meer zat hier sinds 1978 gaybar Le Pêcheur, die in 2012 de deuren sloot. Sindsdien zijn bar-dancing Pallaz en het ertegenover gelegen café Genestho de enige homozaken op de Stratumsedijk. In het begin van dit decennium was hier ook Club Revolution gevestigd. Deze is op last van de gemeente gesloten in verband met veel voorkomende onrust en drugsproblematiek veroorzaakt door bezoekers.
18 Septemberplein ·
Berenkuil ·
Boschdijk ·
Demer ·
Dommelstraat ·
Emmasingel ·
John F. Kennedylaan ·
Keizersgracht ·
Markt ·
Mathildelaan ·
Oude Stadsgracht ·
Stationsplein ·
Stratumsedijk ·
Stratumseind ·
Vestdijk ·
Wal ·
Wilhelminaplein